# 台積電晶圓第18廠
台積電晶圓第18廠（英語：tsmc FAB18）是台積電位於臺灣臺南市南科臺南園區的十二吋超大晶圓廠，是世界上半導體製程最先進的晶圓製造廠。18廠分成8期廠房（p1~p8），並且分成18A以及18B兩個廠級單位。